# Epilepsia partialis continua
La Epilepsia partialis continua (EPC) (también llamada epilepsia de Kojevnikov) es un tipo raro de status epilepticus focalizado, que recurre cada pocos segundos por periodos extendidos (días o años). Se caracteriza por mioclonus focales repetitivos.

## Causas
Hay numerosas causas de este tipo de convulsión que difieren, dependiendo de manera aproximada, de la edad a la que inician las convulsiones. Las causas más frecuentes de la EPC son: patologías vasculares (enfermedad cerebrovascular, Hemorragia intracraneal, trombosis venosa cerebral, vasculitis: 24-28%), encefalitis (encefalitis de Rasmussen -causa más frecuente en niños- y encefalitis infecciosas: 15-19%), neoplasias (glioma, haemangioblastoma, meningioma, linfoma: 5-16%) y enfermedades metabólicas (coma diabético hiperosmolar no-ketotico, mitocondriopatías, síndrome de Alper, intoxicaciones: 6-14%) y causa indeterminada (en un 19-28% de los casos). Existe consenso acerca de la necesaria participación del área motora primaria en la EPC, incluso señalando a la corteza como su mayor o único generador.

## Diagnóstico
Se han sugerido dos tipos de definición de la EPC: basada en hallazgos semiológicos o basada en evidencia electrofisiológica del origen cortical del fenómeno. Uniendo las dos posiciones se ha propuesto la siguiente definición: la EPC es la contracción muscular clónica espontánea, regular o irregular, que afecta una parte limitada del cuerpo, que se puede exacerbar por la actividad o por estímulos sensoriales, y que ocurre por un mínimo de una hora y recurre en intervalos de no más de diez segundos.
Los signos clínicos típicos de la EPC son: combinación de las contracciones mioclónicas repetitivas con hemiparesia o -con menor frecuencia- con otros déficits de origen cortical; excursiones simples monomórficas del miembro afectado; aparición tanto regular como irregular de las contracciones mioclónicas; compromiso más frecuente de grupos musculares distales; compromiso más frecuente del hemicuerpo superior; exacerbación de la amplitud y/o frecuencia de las contracciones mioclónicas con el ejercicio o con la estimulación sensorial; y continuación de los síntomas durante el sueño, generalmente de forma más moderada, y no su supresión. No hay diferencias en cuanto cantidad de pacientes afectados según lado del cuerpo comprometido.
Como con todos los síndromes epileptiformes los diagnósticos diferenciales deben incluir otros trastornos del movimiento como temblor por ataxia-telangiectasia, mioclonias corticales, marcha Jacksoniana, etc.

## Tratamiento y pronóstico
La identificación de la causa subyacente juega un papel importante en el tratamiento, y las imágenes diagnósticas (CT, MRI, PET, etc.) pueden ayudar en el establecimiento de esta. Medicamentos anticonvulsivantes pueden ser utilizados de acuerdo a la tolerancia del paciente, tanto por vía oral en escenarios ambulatorios como por vía parenteral en casos de urgencia o tratamiento intrahospitalario. Lesiones infecciosas o tumorales peden ser tratadas quirúrgicamente, acompañada de quimioterapia y/o radioterapia. En casos de enfermedad cerebrovascular u otras patologías similares se puede valorar la posibilidad de trombólisis o cirugía para control del sangrado. El pronóstico en cada caso dependerá de la causa subyacente.